# Заз (певачица)
Изабел Жефроа (фр. Isabelle Geffroy), познатија под сценским именом Заз (фр. Zaz; Тур, 1. мај 1980), француска је певачица џез музике која у свом репертоару комбинује више сродних жанрова потеклих из француске градске музике.

## Биографија
Њена мајка је професорка шпанског, а њен отац је радио у електро-енергетској компанији. Године 1985, Изабел се уписује Конзерваторијум регије Тур са својом сестром и братом. Ову школу је похађала у доби од пет година до једанаест година. Студирала је музику посебно теорију виолине, клавир, гитару, хорско певање. Године 1994, преселила се у Бордо. Од 1995, узима часове певања. У то време се бавила спортом. Годину дана тренирала је Кунг-фу са професионалним тренером. Године 2000. добија стипендију од стране Регионалног савета Француске, која омогућава да се упише на школу модерне музике: Бордо ЦИАМ (Центар за информисање и музичке активности). Међу њеним музичким утицајима, су Четири годишња доба Вивалдија, џез певачи као што су Ела Фицџералд, француски шансоњери, Енрико Масиас, Боби МкФерин, Ричард Бона, афро, латино, кубанска музика. 2006. се преселила у Париз.

## Каријера
Године 2001. је постала певачица блуз бенда Fifty Fingers. Певала у музичким групама у Ангулему, нарочито у џез квинтетима. Била је једна од четири певачице успешног бенда у Тарносу, који је имао репертоар базиран на баскијској народној музици. Са овим оркестром је две године провела на турнеји, посебно у Средишњим Пиринејима и Баскији. У 2002. години, придружује се латино-рок групи Дон Дијего. Уговор са њима је потписала са „З” од чега ће јој они направити надимак Заз. Свирали су мешавину француске и шпанске музике, афро, арапске, Андало, латино музике. 2006. сели се у Париз. Певала је и свирaла клавир у кабареима и баровима. Годину и по дана, сваке ноћи у Кабаре „Aux 3 Mailletz” у кварту Сен-Мишел је певала без микрофона. У жељи за већим креативним простором постаје улична уметница. Певала је на улицама Монмартра, тротоару „Place du Tertre”. („Наша рекордна зарада”, сећа се она, „је 450 евра за сат времена. У принципу, било је 20 до 30 евра по сату по особи”.). Опробала се и у репу са групом 4P који избацује успешне синглове L'Aveyron и Rugby Amateur. Године 2007. се јавила на оглас на Интернету. Продуцент и текстописац Кередине Солтани је био у потрази за новим уметником са гласом „промукао, мало сломљен." Сарадња се десила и он јој је нашао издавача. Али, она наставља да тражи посао. ЗАЗ се придружује групи Sweet Air 21. новембра 2008. Са њима снима један успешан албум. У децембру 2008, у организацији Француске алијансе у Владивостоку (чији је директор Седрик Грас) пева по Русији (руски Далеки исток). Извела је 13 концерата током 15 дана са пијанисткињом Жилијен Лифзиц. У јануару 2009, ЗАЗ осваја треће издање Le Tremplin Génération France Bleu/Réservoir, престижном такмичењу младих талената, одржаном у Паризу, у Олимпији. Победник ће добити 5 000 евра за промоцију и прилику да сними спот за МТВ и снимање свог албума. Потом одлази на турнеју у Египат, где је прати играчка група. Осим тога, у лето 2009 ЗАЗ учествује на Fuji Rock Festival у Јапану. Поново се враћа да пева на улицама Монмартра.

У мају 2010, Телерама Париз пише:
Прича се све више последњих недеља: Заз је свети глас, и то ће бити откровење лета!
Коначно, ЗАЗ, 10. маја 2010. објављује свој први албум. Она садржи песме чији је аутор (Trop sensible, Les Passants, Le Long de la route, Prends garde à ta langue, J'aime à nouveau), дакле пола албума. Солтани Кередин је продуцирао овај албум под етикетом {Play On} и пише и компонује песме Je veux и Ni oui ni non (другу ко-компоновао са пијанисткињом Вивијан Рост). Рафаел пише три песме Éblouie par la nuit, Cotton и La Fée.
У 2010, она је потписала уговор за турнеју са компанијом Caramba и издавачем Sony ATV. Њен сингл Je veux, чији текст је израз презира према потрошачком друштву, је изабран за летњи хит на ТФ1. Њен албум избија на прво место француских топ-листа и постиже златни тираж у јуну 2010.
Потом почиње велика турнеја широм Француске (Париз, Ла Рошел, фестивал Монтобан, Сент Уан Шаторо Ландернау, Фесам ...), пева на Франкофолис у Монтреалу, Канада и Монтеју, Швајцарска у Берлину, Немачка... Неколико концерата су планирани у Европи. У јесен, ЗАЗ је водећа на топ-листама у Белгији, Швајцарској и Аустрији. ЗАЗ још увек преферира мале просторе.
Крајем августа 2011. наступила је на Петроварадинској тврђави у Новом Саду.
Почетком јуна 2012. наступила је у Београду и Загребу.

## Дискографија

### Албуми
| Година | Назив       | Топ-листа | Топ-листа | Топ-листа | Топ-листа | Топ-листа | Топ-листа | Топ-листа | Топ-листа | Топ-листа | Топ-листа | Топ-листа | Топ-листа | Топ-листа |
| Година | Назив       | АУС       | БЕЛ (ФЛ)  | БЕЛ (ВА)  | ФРА       | НЕМ       | ГРЧ       | ИТА       | ПОЉ       | ШВА       | ХОЛ       | РУС       | ЧЕШ       | ШПА       |
| ------ | ----------- | --------- | --------- | --------- | --------- | --------- | --------- | --------- | --------- | --------- | --------- | --------- | --------- | --------- |
| 2010   | ZAZ         | 12        | 51        | 1         | 1         | 3         | 3         | 19        | 1         | 10        | 56        | 3         | 3         | 93        |
| 2013   | Recto-verso | 5         | 16        | 3         | 2         | 2         |           |           | 5         | 3         | 73        |           |           | 23        |
| 2014   | Paris       | 7         |           |           | 2         | 5         |           |           |           |           |           |           |           |           |

### Синглови
| Година | Назив               | Топ-листа | Топ-листа | Топ-листа | Топ-листа | Топ-листа | Топ-листа | Топ-листа | Топ-листа |
| Година | Назив               | БЕЛ (ФЛ)  | БЕЛ (ВА)  | ШВА       | ФРА       | НЕМ       | АУС       | ПОЉ       | БУГ       |
| ------ | ------------------- | --------- | --------- | --------- | --------- | --------- | --------- | --------- | --------- |
| 2010   | Je veux             | 34        | 2         | 23        | 34        | 22        | 16        | 23        | 26        |
| 2010   | Le Long de la route | 32        | 16        | —         | 62        | —         | —         | 39        | —         |
| 2011   | La Fée              | —         | 7         | —         | 40        | —         | —         | 17        | —         |
| 2011   | Éblouie par la nuit | 17        | 34        | —         | 37        | —         | —         | —         | —         |